# Mandat (polityka)
Mandat – pełnomocnictwo udzielone osobie sprawującej funkcję pochodzącą z wyboru. W tym znaczeniu mandat to umocowanie określonej osoby do uczestnictwa w zbiorowym ciele obsadzanym w wyborach – mandat ma poseł na Sejm, radny gminy itp. Wyróżnia się dwa rodzaje: mandat wolny i mandat imperatywny.